# Hallituskatu (Tampere)
Pour les articles homonymes, voir Hallituskatu (homonymie).
La rue Hallituskatu est une rue du centre-ville de Tampere en Finlande.

## Présentation
Hallituskatu est orientée est-ouest et elle traverse les quartiers de Nalkala et de Kaakinmaa.
Son extrémité à l'est est la zone Tako de Metsä Board, et à l'ouest Mariankatu,. 
Les autres rues transversales de Hallituskatu sont les rues Kirkkokatu, Aleksis Kivi, Kuninkaankatu, Näsilinnankatu, Hämeenpuisto, Papinkatu, Koulukatu et Mäntykatu,.

## Bâtiments
Parmi les bâtiments bordant la rue Hallituskatu: 
| Adresse         | Bâtiment                | Image | const.     | Architecte            | Réf.   |
| Hallituskatu 3  | Maison Huber            |       | 1949, 1950 | Bertel Strömmer       | [ 6 ]  |
| Hallituskatu 10 | Halle du marché         |       | 1901       | Hjalmar Åberg         | [ 7 ]  |
| Hallituskatu 14 | Maison de Aamulehti     |       | 1926       | Birger Federley       | [ 8 ]  |
| Hallituskatu 19 | Maison des travailleurs |       | 1900       | Heikki Tiitola        | [ 9 ]  |
| Hallituskatu 26 | École d'Alexandre       |       | 1904       | Wivi Lönn             | ,      |
| Hallituskatu 30 | Lycée réel de Tampere   |       | 1890       | Johan Jacob Ahrenberg | [ 12 ] |
| Hallituskatu 32 | Lycée mixte de Tampere  |       | 1901       | Ernst Albin Kranck    | [ 13 ] |